# Terthiophène
Le terthiophène est un composé organique, oligomère du thiophène, de formule [C4H3S]2C4H2S. Il fait partie des semi-conducteurs organiques.